# Celeste (telenovela)
Celeste é uma telenovela argentina produzida pela Pol-ka Producciones e exibida pelo Canal 13 entre 11 de março de 1991 e dezembro de 1991.

## Enredo
Celeste vive com sua mãe Lucia, em uma pequena cidade chamada Villarica Lago del Sol. É lá que ela descobre que sua mãe tem um câncer incurável,mas com essa dor descobre o amor de um jovem homem que ela conheceu no lago. Eles decidem esconder seus nomes e são chamados de "Irmão Sol" e "Irmã Lua" pela lenda de São Francisco de Assis e decidem revelar seus nomes no dia seguinte, mas isso não aconteceu porque Lúcia morreu e Sol,desiludido,arranca a árvore que plantaram às margens do lago,onde mais tarde,Celeste vai até lá e chora amargamente.
No final,Franco que era o nome verdadeiro de Irmão Sol,sabia do lugar de que Celeste se tratava e não se enganou: Lago do Sol,e vai até lá as pressas pra abraçá-la e beijá-la sem culpa e poder sentado em um barco nas margens, ver o pôr-do-sol e jurando perante Irmão Sol,Irmã Lua casa-se com um -Sim,eu quero-Dito por ela.

## Elenco
- Andrea del Boca - Celeste Ferrero Verardi de Rosetti
- Dora Baret - Teresa Visconti
- Gustavo Bermúdez - Franco Rosetti Visconti
- Germán Palacios - Enzo Rosetti Visconti
- Erika Wallner - Silvana
- Andrea Bonelli - Laura Corrán